# All Good Things (Come to an End)
All Good Things (Come To An End), ha sigut el tercer senzill del tercer disc d'estudi de la cantant Nelly Furtado, Loose, i ha sigut el seu major èxit europeu, arribant al número 1 de vendes durant 9 setmanes consecutives. De moment ha sigut número 1 a més de 20 països, i recentment ha estat llançat com a quart senzill a Amèrica i Austràlia. Hi ha diverses versions d'All Good Things (Come to an End), de diferents durades cada una:
- Versió de l'àlbum 5'11
- Edició de ràdio 4'25
- Edició de ràdio al Regne Unit 3'47
- Versió del vídeo/Edició de ràdio als EUA 3'46

Degut al gran èxit que ha tingut a Europa, on hi ha venut més de 3,0 milions de senzills, una cosa poc comú, i que va fer que el seu disc Loose augmentés les vendes europees considerablement, i en alguns països com Alemanya, tornes al número 1 a principis de 2007, i en països com França, on el disc només havia arribat al número 27, arribés al número 7 la primera setmana de maig. Un altre exemple ha sigut el d'Espanya, on el disc només havia arribat a posicions baixes dins el Top 100 (no havia entrat Top 75), i amb tres setmanes de promoció d'All Good Things (Come to an End), va arribar a la posició màxima de 22, que més recentment ha superat arribant (de moment) al 16, i s'ha mantingut durant diverses setmanes al Top 30 i ha ajudat que Loose rebés el Disc d'Or per 40.000 discos venuts.

## Posicions a les llistes
- 1 Àustria, Alemanya, Bèlgica, Bulgària, Croàcia, Dinamarca, Eslovàquia, Eslovènia, Espanya, Estònia, Europa, Països Baixos, Hongria, Itàlia, Israel, Letònia, Lituània, Luxemburg, Noruega, Polònia, Portugal, Rússia, Sud Africa, Suïssa, Ucraïna, Romania, República Txeca
- 2 Grècia, Romania
- 4 Regne Unit, Canadà
- 5 Suècia, Món
- 6 França
- 8 Irlanda
- 12 Nova Zelanda, Xina, Austràlia
- 86 EUA
- 87 Colòmbia

## Llistes
| Llistes (2006/2007)             | Posició màxima |
| ------------------------------- | -------------- |
| Australian ARIA Singles Chart   | 12             |
| Austrian Singles Chart          | 1 (5 setmanes) |
| Belgian Top 50 Singles          | 1 (3 setmanes) |
| Bulgarian Airplay Chart         | 1 (4 setmanes) |
| Canada BDS Airplay              | 4              |
| Chinese Singles Chart           | 12             |
| Croatian Airplay Chart          | 1              |
| Czech Airplay Chart             | 1 (7 setmanes) |
| Dutch Mega Top 50 Singles Chart | 1              |
| Dutch Top 40 Singles Chart      | 1 (2 setmanes) |
| Estonian Airplay Chart          | 1              |
| European Singles Chart          | 1 (9 setmanes) |
| German Singles Chart            | 1 (6 setmanes) |
| French Singles Chart            | 6 (4 setmanes) |
| Hungarian Airplay               | 1              |
| Irish Singles Chart             | 8              |
| Israeli Singles Chart           | 1              |

| Llistes (2006/2007)                | Posició màxima  |
| ---------------------------------- | --------------- |
| Latvian Airplay Chart              | 1 (4 setmanes)  |
| Lithuanian Singles Chart           | 1 (9 setmanes)  |
| New Zealand RIANZ Singles Chart    | 12              |
| Norwegian Singles Chart            | 1 (1 setmana)   |
| Polish Singles Chart               | 1 (6 setmanes)  |
| Portuguese Singles Chart           | 1               |
| Romanian Airplay Chart             | 2               |
| Radio Flaixbac Top 30              | 1 (1 setmana)   |
| Slovak Republic Airplay Chart      | 1 (4 setmanes)  |
| Spanish Singles Chart              | 1 (4 setmanes)  |
| I-Tunes Espanya                    | 1 (2 setmanes)  |
| Swedish Singles Chart              | 5               |
| Swiss Singles Chart                | 1 (11 setmanes) |
| U.S. Billboard Hot 100             | 86              |
| U.S. Billboard Pop 100             | 59              |
| U.S. Billboard Hot Dance Club Play | 1               |
| UK Singles Chart                   | 4               |
| Ukraine Airplay Chart              | 1               |
| United World Chart                 | 5               |

## Vendes
- Alemanya, 450.000 (Platí + Or)
- Regne Unit, +400.000 (Or)
- França. +200.000 (Platí)
- Bèlgica, 95.000 (Platí)
- Àustria, 45.000 (Platí)
- Austràlia, 70.000 (Platí)
- Itàlia, 60.000 (3x Platí)
- Països Baixos, 85.000 (Platí)
- Portugal, +75.000 (Platí)
- Polònia, 60.000 (3x Platí)
- Grècia, 45.000 (2x Platí)
- Suïssa, +60.000 (2x Platí)
- Països Baixos, 75.000 (Platí)
- Espanya, +40.000 (2x Platí)
- Europa, +3.000.000 (3x Platí)
- Canadà, 30.000 (Platí)
- EUA, +350.000 (-)
- Món, ±4.000.000 (2x Platí)